# David Hellström
David Hellström, född 23 september 1883 i Strömstad, död 7 april 1965 i Strömstad, var en svensk tonsättare.
Hellström var musikelev vid Kungliga Bohusläns regemente då detta regemente fortfarande var förlagt på Backamo. Han blev kårens valthornist och musiksergeant innan han tog avsked.
1907 arrangerades en tävling om den bästa bohuslänska melodin. Hellström skrev då musiken till en text av tandläkaren Göran Svenning.  Men då juryn tyckte att Kostervalsen var "för ekivok" kom bidraget inte med på prislistan. Tillsammans med Svenning fortsatte han dock att skriva musik och han är upphovsman till över 30 valser.
1962 fick han Fred Winter - stipendiet.

## Kompositioner

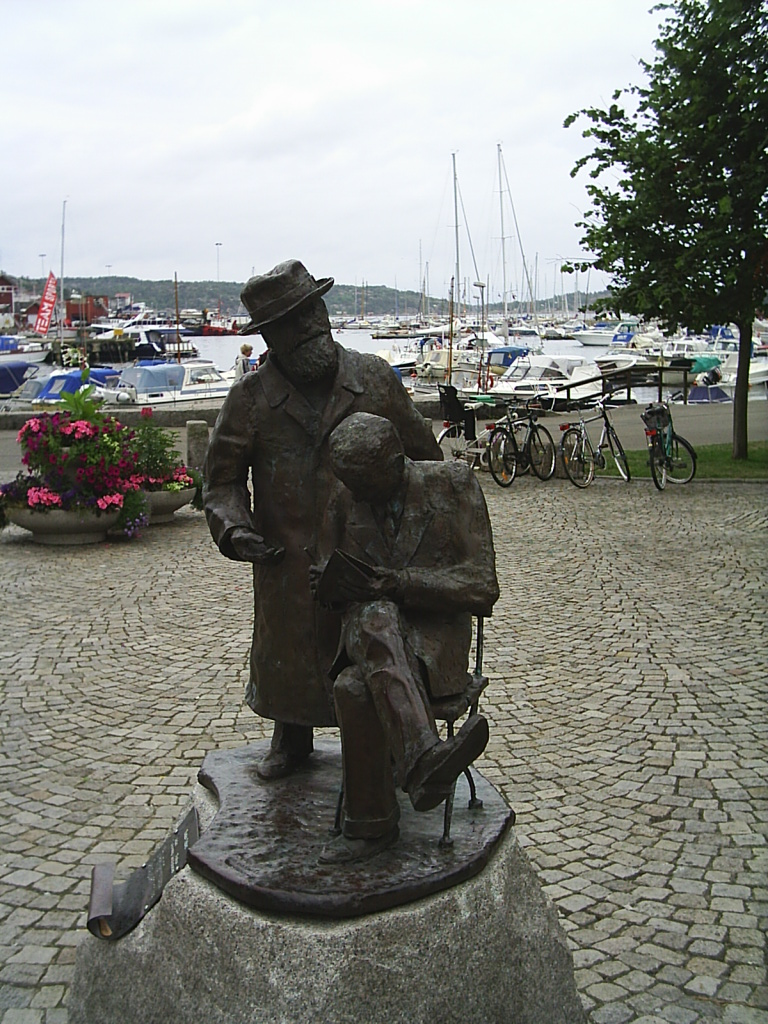
Svenning och Hellström. Skulptur i Strömstad

- Balen På Bakgården ~ T: Emil Norlander (1910)
- Bohuslänska Sjömansvalsen (1910)
- Brudvalsen
- Bröllopsvalsen
- Fiskarvals Från Bohuslän (1908)
- Friarevalsen (1909)
- Hjärterövalsen (1915)
- I Det Soliga Blå
- Kostervalsen (1913)
- Kyssvalsen (1914)
- Kärestan Min
- Landsvägstrall
- Malmö Valsen (På Baltiskan) (1914)
- Midsommarsvalsen
- Ny Fiskarvals (1912)
- Nya Kostervalsen
- Sångvals
- Tjo! Uppå Backamo (Beväringsvals) (1912)